# Rappu
Le rappu est un vin doux naturel produit traditionnellement dans le Cap Corse. Ce vin élaboré traditionnellement à partir du cépage Aleatico, était servi dans les familles du Cap Corse, lorsqu'elles recevaient des invités.
Le vin après une courte fermentation est muté à l'eau de vie. La dégustation donne un vin au puissant parfum de pruneaux macérés accompagnant avec force un bon gâteau au chocolat, par exemple.